# (32714) 5008 T-2
5008 T-2 (asteroide 32714) é um asteroide da cintura principal. Possui uma excentricidade de 0.11052370 e uma inclinação de 6.22757º.
Este asteroide foi descoberto no dia 25 de setembro de 1973 por Cornelis Johannes van Houten e Ingrid van Houten-Groeneveld e Tom Gehrels em Palomar.